# Val-d’Auzon
Val-d’Auzon település Franciaországban, Aube megyében. Lakosainak száma 364 fő (2022. január 1.). Val-d’Auzon Brévonnes, Longsols, Molins-sur-Aube, Onjon, Pel-et-Der, Piney és Pougy községekkel határos.

## Népesség
A település népessége az elmúlt években az alábbi módon változott:
| Lakosok száma | 148  | 342  | 329  | 389  | 399  | 393  | 381  | 379  | 380  | 364  |
|               | 1968 | 1982 | 1990 | 2006 | 2013 | 2015 | 2017 | 2019 | 2020 | 2022 |